# Euphorbia terracina
Euphorbia terracina és una espècie de fanerògama de la família de les euforbiàcies.

## Descripció
E. terracina és una planta herbàcia de fins a 65 cm d'alçada. La tija és simple o ramificada des de la part inferior i presentant a la part superior nombroses branquetes de la inflorescència disposades com les varetes d'un para-sol. Les fulles que creixen al llarg de les tiges són alternes, sèssils o gairebé sèssils, estretes, de fins a 4 cm de longitud, amb l'àpex agut; es presenten diverses d'aquestes fulles agrupades a la base de les branquetes de la inflorescència; les fulles que es troben més amunt, ja pròpiament a la inflorescència, són oposades, més curtes i amples. Les branquetes de la inflorescència són generalment més de 5 disposades, com ja s'ha dit, com les varetes d'un para-sol, cap amunt es divideixen cadascuna en 2 branquetes i cadascuna d'aquestes pot al seu torn dividir-se en 2. A cadascuna d'aquestes divisions i acompanyades d'un parell de fulles oposades és on s'ubiquen les flors.
Com en totes les espècies del gènere Euphorbia, les flors es troben molt modificades: l'estructura que sembla una flor, és a dir, la que porta l'ovari i els estams, és en realitat una inflorescència anomenada ciati, que al seu interior porta nombroses flors masculines (representades exclusivament per estams nus) i una flor femenina (representada per un ovari amb 3 estils, l'ovari sobre una llarga columna); aquests ciatis són àmpliament campanulats amb 4 glàndules aplanades que presenten als extrems un parell de banyes llargues i primes.
El fruit és una càpsula trilobada, llisa o lleugerament rugosa, que en madurar se separa en 3 parts i cadascuna s'obre per a deixar sortir la seva única llavor, essent aquestes llises, gairebé cilíndriques, de color blanc, groguenc, gris o cafè, a vegades amb petits punts de color més fosc, amb una protuberància groga molt evident. L'arrel és gruixuda i llarga, a vegades amb tiges subterrànies (rizomes). Característiques especials: Presenta làtex.

## Hàbitat
Ruderal o arvense; a altres països sovint a sòls sorrencs propers al mar. Es troba fins als 2300 msnm.

## Distribució
És d'àmplia distribució a Macaronèsia, regió mediterrània i probablement nativa a les Illes Canàries. S'ha naturalitzat en algunes altres parts del món, com Estats Units i Austràlia.

## Taxonomia
Euphorbia terracina va ser descrita per Linné i publicada a Species Plantarum, Editio Secunda 1: 654. 1762.

### Etimologia
- Euphorbia: nom genèric que deriva del metge grec del rei Juba II de Mauritània (52 a 50 aC - 23), Euphorbus, en el seu honor – o fent al·lusió al seu gran ventre – ja que usava mèdicament Euphorbia resinifera. El 1753 Linné va assignar el nom a tot el gènere.[2]
- terracina: epítet que fa al·lusió a la regió de Terracina, al sud d'Itàlia.

### Sinonímia
| - Euphorbia terracina var. obliquata - Euphorbia valentina Ortega - Euphorbia trapezoidalis Viv. - Euphorbia verna Salzm. ex Ball - Tithymalus panaceus (Webb & Berthel.) Klotzsch & Garcke - Tithymalus trapezoidalis (Viv.) Klotzsch & Garcke - Tithymalus terracinus (L.) Klotzsch & Garcke - Esula provincialis (Willd.) Haw. - Esula terracina (L.) Fourr. - Esula valentina (Ortega) Haw. - Keraselma provinciale (Willd.) Raf. - Keraselma diversifolium (Poir.) Raf. - Euphorbia terracina var. ramosissima - Lophobios terracina (L.) Raf. - Euphorbia rhombea Willd. ex Link - Euphorbia seticornis Poir. - Euphorbia alexandrina Delile - Euphorbia ramosissima Loisel. - Euphorbia abortiva Porta - Euphorbia affinis DC. - Euphorbia neapolitana Ten. - Euphorbia terracina var. ecarunculata - Euphorbia terracina f. angustifolia - Euphorbia italica Lam. | - Euphorbia italica G.Tineo - Euphorbia obtusifolia Lam. - Euphorbia terracina var. alexandrina - Euphorbia ehrenbergii Sweet - Euphorbia terracina var. mendax - Euphorbia diversifolia Poir. - Euphorbia carullae Sennen - Euphorbia modesta Boiss. - Euphorbia leiosperma Sibth. & Sm. - Euphorbia linaria Link - Euphorbia terracina var. delortii - Euphorbia mendax Maire & Wilczek - Euphorbia purpurascens Salzm. ex Ball - Euphorbia cyprianii Maire & Sennen - Euphorbia tenuicuspis Guss. ex Rchb. - Euphorbia terracina var. modesta - Euphorbia terracina var. variicornis - Euphorbia heterophylla Desf. - Euphorbia provincialis Willd. - Euphorbia halacsyi Formánek - Euphorbia garrullae Sennen - Euphorbia obliquata Forssk. - Euphorbia panacea Webb & Berthel. |